# Р-107М

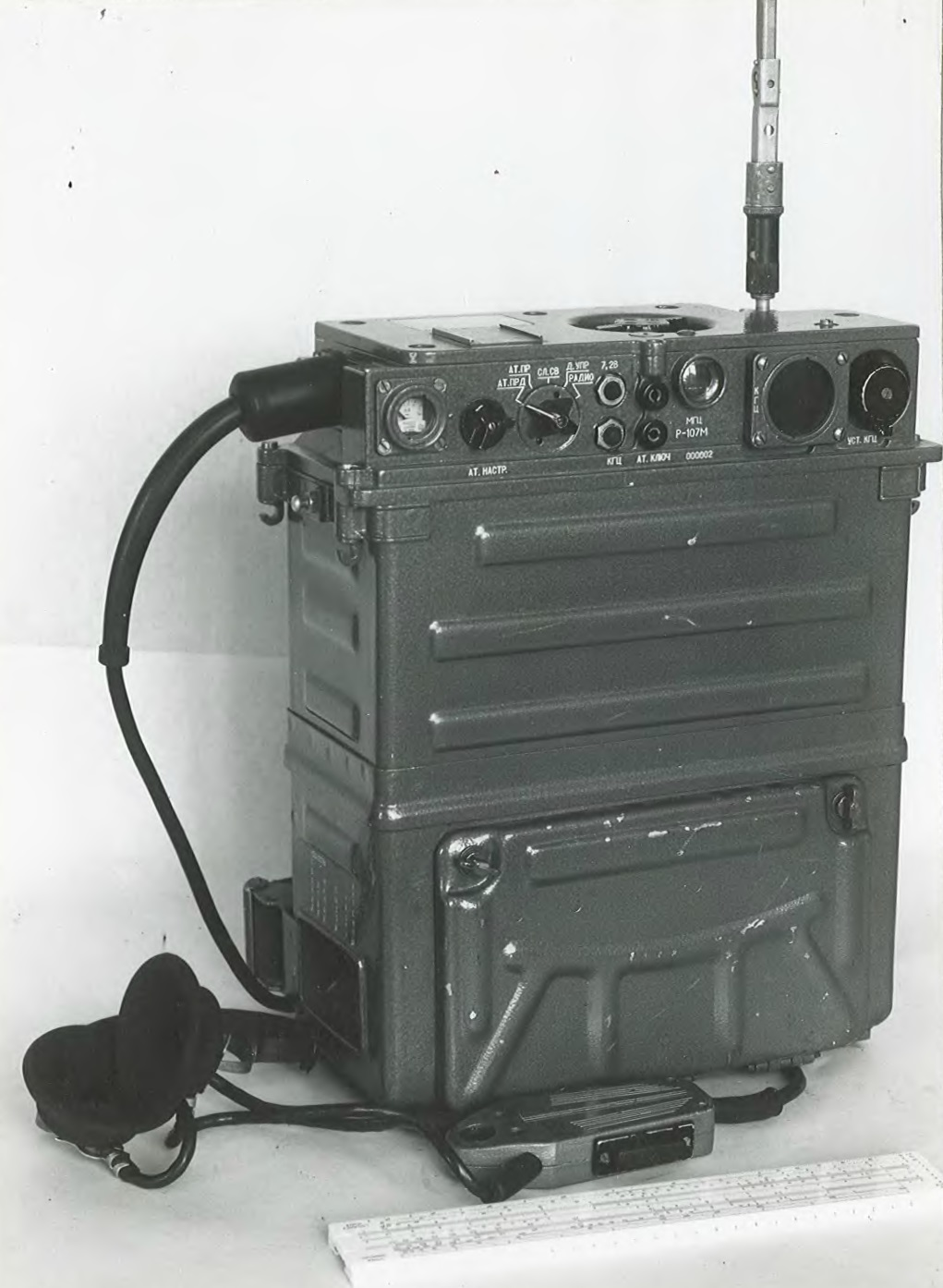
Радиостанция Р-107М

Р-107М — советская войсковая переносная радиостанция. Собрана полностью на транзисторах. Характерная особенность — частотомер с оригинальным узлом индикации на миниатюрных лампах накаливания.

## Основные характеристики
Работает в диапазонах КВ и УКВ (20—52 МГц), в симплексном режиме с частотной модуляцией или в режиме амплитудной телеграфии. Приёмник — супергетеродин с одним преобразованием частоты, чувствительность — 1,5 мкВ (при отношении сигнал/шум 10:1). Передатчик — на основе LC-генератора, мощность — 5 Вт. Генератор плавного диапазона представляет собой неразборный герметичный узел. Имеет автоматическое согласующее антенное устройство на основе коллекторного электродвигателя постоянного тока.
Шаг установки частоты: 1 кГц
Отображение частоты: цифровой частотомер
Погрешность установки частоты: 1.5 кГц
Тип источника питания: 3 аккумулятора 2КНП-20 или 2НКП-24
Напряжение питания: 6,6 — 7,8 В
Габаритные размеры: 340 х 395×210 мм
Вес (с аккумуляторами и «куликовкой»): 18,5 кг